# Gwinea

Region Gwinei

Gwinea (fr. Guinée), Republika Gwinei (fr. République de Guinée) – państwo położone w zachodniej Afryce nad Oceanem Atlantyckim. Graniczy z Gwineą Bissau na północnym zachodzie, Senegalem na północy, Mali na północnym wschodzie, Wybrzeżem Kości Słoniowej na wschodzie oraz Liberią i Sierra Leone na południu. Jest członkiem Unii Afrykańskiej i ECOWAS.

## Historia
Na przełomie I i II tysiąclecia północno-wschodnia część kraju wchodziła w skład dawnego państwa Ghana. Od XIII wieku obszar Gwinei znalazł się w centrum Imperium Mali. Przez kraj przebiegały szlaki handlowe, łączące regiony złotonośne z Afryką Północną. W XVI wieku, po rozpadzie Imperium Mali, koczowniczy lud Fulanów zajął wyżyny Futa Dżalon. Fulani na początku XVIII wieku ulegli islamizacji i rozpoczęli dżihad przeciwko sąsiednim ludom Dżalonke, Susu i Fulanami pozostającymi wyznawcami religii tradycyjnych. Po zwycięstwie wojen utworzyli w Gwinei islamskie państwo teokratyczne.
W połowie XV wieku na wybrzeże kraju dotarli Portugalczycy, a w XVII wieku kupcy francuscy. Na wybrzeżach kraju rozwinął się handel obejmujący głównie niewolników i kość słoniową. Na początku XIX wieku rozpoczęło się osadnictwo francuskie. W 1849 roku wybrzeże kraju stało się protektoratem Francji (Rivières-du-Sud). Początkowo zajęte obszary Gwinei podlegały gubernatorowi Senegalu. W 1891 roku utworzono Gwineę Francuską, która była sukcesywnie powiększana. W 1897 roku Francuzi zakończyli pacyfikację teokratycznego Futa Dżalon i południowej Gwinei. Na początku XX wieku miejsce miały zbrojne wystąpienia antykolonialne. W 1904 roku Gwinea Francuska znalazła się we Francuskiej Afryce Zachodniej. W pierwszej połowie XX wieku rozpowszechniła się gospodarka plantacyjna. Kolonialna administracja przyczyniła się do rozkładu wcześniejszych struktur politycznych.
Po 1945 roku powstały afrykańskie organizacje polityczne, walczące o prawa tubylców. Formacje te były podzielone według kryteriów etnicznych i terytorialnych. W 1947 roku z gwinejskiego oddziału Afrykańskiego Zjednoczenia Demokratycznego powstała Demokratyczna Partia Gwinei (PDG). Na czele partii stanął działacz związkowy Ahmed Sekou Touré. PDG opowiadała się za całkowitą likwidacją kolonializmu, ale również przeciwko utrzymaniu tradycyjnych struktur społecznych (instytucja wodzostwa, kastowość). W 1946 roku kolonia uzyskała status terytorium zamorskiego Francji, rok później wprowadzono ograniczony samorząd. Wybory do gwinejskiej Rady Ustawodawczej wygrała PDG. W referendum z 1958 roku ludność Gwinei opowiedziała się za pełną niezależnością.
Kraj uzyskał niepodległość 2 października 1958. Pierwszym prezydentem niepodległego państwa został Sékou Touré (1958–72 także szef rządu). Francuzi wycofali swoje wsparcie gospodarcze, przez co Sékou Touré zwrócił się o pomoc do sąsiedniej Ghany oraz Związku Radzieckiego. Wprowadzono jednopartyjne rządy PDG. Rząd realizował lewicowe reformy (w tym nacjonalizację niektórych gałęzi gospodarki, banków zagranicznych, ziemi, wprowadzenie bezpłatnego szkolnictwa i częściowo opieki medycznej). Przeprowadzono reorganizację administracji państwowej i afrykanizację kadr. Gwinea aktywnie uczestniczyła w ruchu państw niezaangażowanych. Od lat 60. doszło do zacieśnienia stosunków z krajami kapitalistycznymi i do ponownego zbliżenia się z Francją. Wraz z pogarszaniem się sytuacji gospodarczej, na emigracji powstawać zaczęła opozycja. W latach 70. prezydent stopniowo rezygnował z lewicowych reform.
W 1984 roku zmarł Sékou Touré, a w wyniku zamachu stanu władzę objął Lansana Conté. Rząd wojskowy rozwiązał Zgromadzenie Ludowe i PDG. Nawiązano bliską współpracę z Francją. Pod koniec lat 80. ruszyła demokratyzacja. W 1990 przyjęto nową konstytucję, a rok później wprowadzono system wielopartyjny. Pomimo demokratycznej konstytucji wojsko funkcję głowy państwa powierzyło Tymczasowej Radzie Odnowy Narodowej, na czele której stanął Conté. W 1993 zalegalizowano nową partię – Partię Jedności i Postępu (PUP), której przywódcą został Conté. Wybory prezydenckie w 1993 roku wygrał Conté (co zakwestionowała opozycja), a reelekcję uzyskał w 1998 i 2003 roku. W 1995 roku prezydencka partia zwyciężyła w wyborach parlamentarnych (ten wynik również został zakwestionowany przez opozycjonistów), a po ich ogłoszeniu wybuchły antyrządowe zamieszki.
Gwinea uległa destabilizacji na skutek przeniesienia się na obszar kraju walk domowych między zbrojnymi ugrupowaniami z Sierra Leone, Liberii i Wybrzeża Kości Słoniowej. Destabilizacja kraju pogłębiała się w 2006 i 2007 doprowadzając w 2008 roku do wojskowego zamachu stanu.
W 2010 roku w wyborach prezydenckich zwyciężył Alpha Condé. Został on ponownie wybrany na prezydenta w 2015 roku. W 2020 roku przeprowadzono w Gwinei referendum konstytucyjne, które pozwoliło kandydowanie Alpha Condé na trzecią kadencję. Przeciwko zmianie konstytucji sprzeciwiali się przeciwnicy prezydenta. Mimo protestów Alpha Condé zwyciężył wyborach prezydenckich w 2020 roku. Opozycja oskarżyła prezydenta o sfałszowanie wyborów. 5 września 2021 Alpha Condé został obalony w wyniku zamachu stanu. Przywódcą puczystów był Mamady Doumbouya, który w październiku 2021 roku został mianowany tymczasowym prezydentem.

## Geografia
Powierzchnia:
- całkowita: 245 857 km²
  - lądowa: 245 857 km²
  - wody: 0 km²

Długość granic:
- całkowita: 3399 km
  - z poszczególnymi krajami:
  - Wybrzeże Kości Słoniowej 610 km
  - Gwinea Bissau 386 km
  - Liberia 563 km
  - Mali 858 km
  - Senegal 330 km
  - Sierra Leone 652 km

Linia brzegowa: 320 km
Liczba mieszkańców: 7466 tys.

## Podział administracyjny
Gwinea dzieli się na siedem regionów i 33 prefektury. Stolica, Konakry, jest specjalnym regionem administracyjnym.
|   | Region           | Powierzchnia (km²) | Ludność   | Stolica   | Mapa regionów Gwinei |
| - | ---------------- | ------------------ | --------- | --------- | -------------------- |
| 1 | Region Boké      | 31 186             | 760 119   | Boké      | Mapa regionów Gwinei |
| 2 | Region Konakry   | 450                | 1 092 436 | Konakry   | Mapa regionów Gwinei |
| 3 | Region Faranah   | 35 581             | 602 485   | Faranah   | Mapa regionów Gwinei |
| 4 | Region Kankan    | 72 145             | 1 011 644 | Kankan    | Mapa regionów Gwinei |
| 5 | Region Kindia    | 28 873             | 928 312   | Kindia    | Mapa regionów Gwinei |
| 6 | Region Labé      | 22 869             | 799 545   | Labé      | Mapa regionów Gwinei |
| 7 | Region Mamou     | 17 074             | 612 218   | Mamou     | Mapa regionów Gwinei |
| 8 | Region Nzérékoré | 37 658             | 1 348 787 | Nzérékoré | Mapa regionów Gwinei |

## Gospodarka
Mimo bogatych złóż surowców, jest to jedno z najuboższych państw świata. Podstawą gospodarki jest rolnictwo; uprawy kawy, ryżu, manioku, prosa, sorga, bananów. W Gwinei znajduje się 30% wszystkich światowych złóż boksytów, a kraj jest drugim eksporterem tego surowca. Inne surowce to rudy żelaza, tytanu, niklu, diamenty i złoto, których eksploatacja jest rozwijana. Istnieje niewielki przemysł skórzano-obuwniczy, drzewny i spożywczy.
ONZ zalicza Gwineę do grupy najsłabiej rozwiniętych państw świata (tzw. LDC – Least Developed Countries).

### Podstawowe dane gospodarcze
- PKB: 10,6 mld USD (dane z 2010 r.)[9]
- PKB na mieszkańca: 1000 USD (dane z 2010 r.)
- Wzrost PKB: 3% (2010 r.)
- Udział w PKB poszczególnych dziedzin gospodarki: rolnictwo – 25,8%; przemysł – 45,7%; usługi – 28,5%

## Transport

Sieć kolejowa w Gwinei

### Infrastruktura kolejowa
Długość linii kolejowych
- O szerokości 1435mm: 238 km
- O szerokości 1000mm: 947 km[7]

Główne trasy kolejowe:
- Port Kamsar – Sangarédi
- Konakry – Kankan

W kraju nie funkcjonują połączenia pasażerskie, w transporcie kolejowym dominuje wywóz surowców z kopalni do portów morskich.

### Insfrastruktura drogowa
- Drogi utwardzone: 4342 km
- Drogi nieutwardzone: 40006 km[7]

## Demografia
Średni roczny przyrost naturalny wynosi 29‰ (1985-1990). Przeciętna długość trwania życia wynosi 44 lata, a średnia gęstość zaludnienia 25 mieszkańców na km². Najgęściej zaludniony jest obszar masywu Futa Dżalon. W miastach mieszka 26% ludności. Główne miasta to: Konakry, Kankan, Kindia i Labé.

### Struktura etniczna
| Grupa etniczna            | Język         | Liczebność w tys. | Procent ludności |
| ------------------------- | ------------- | ----------------- | ---------------- |
| Fulani                    | Język ful     | 5 442             | 41,4%            |
| Maninka (4 grupy – Mande) | Język maninka | 3 773             | 28,7%            |
| Susu (Mande)              | Język susu    | 1 503             | 11,43%           |
| Kissi                     | Język kissi   | 596               | 4,53%            |
| Kpelle (Mande)            | Język kpelle  | 590               | 4,49%            |
| Toma (Mande)              | Język toma    | 270               | 2,05%            |
| Kono (Mande)              | Język kono    | 173               | 1,32%            |
| Jalunka (Mande)           | Język jalunka | 122               | 0,93%            |
| Kuranko (Mande)           | Język kuranko | 115               | 0,87%            |
| Mano (Mande)              | Język mano    | 109               | 0,83%            |

### Religia
Struktura religijna kraju w 2010 roku według Pew Research Center:
- islam – 84,4%
- katolicyzm – 7,5%
- protestantyzm – 3,4%
- tradycyjne religie plemienne – 2,7%
- brak religii – 1,8%
- inne religie – 0,2%.